# Duncan Mackay
„Duncan Mackay“ (* 2. července 1950) je anglický hudební skladatel, zpěvák a klávesista, nejvíce známý jako dřívější člen skupin Steve Harley & Cockney Rebel, 10cc, Colosseum II a Alan Parsons Project.